# Cziegler Balázs
Cziegler Balázs (Mohács, 1983. december 9. –) Junior Prima-díjas magyar díszlet- és jelmeztervező.

## Életpályája
1983-ban született Mohácson. 1998–2002 között a Pécsi Művészeti Szakközépiskola diákja volt. 2002–2007 között a Magyar Képzőművészeti Egyetem látványtervező szakán tanult és szerezte diplomáját. Rendszeresen dolgozik vidéki és fővárosi színházakban.

## Munkássága
| Bemutató éve | Színház, intézmény                     | Szerzők                                           | Mű                                | Rendező             |                               |
| ------------ | -------------------------------------- | ------------------------------------------------- | --------------------------------- | ------------------- | ----------------------------- |
| 2023         | Győri Nemzeti Színház                  | Dés-Nemes-Böhm-Korcsmáros-Horváth                 | Valahol Európában                 | Bozsik Yvette       | Díszlettervező                |
| 2022         | Pécsi Balett                           |                                                   | Zorba                             | Juhász Zsolt        | Díszlettervező                |
| 2022         | Pécsi Nemzeti Színház                  | Giacomo Puccini                                   | Bohémélet                         | Bozsik Yvette       | Díszlettervező                |
| 2022         | Coopera                                | Erkel Ferenc - Egressy Béni                       | Bánk Bán                          | Vidnyánszky Attila  | Díszlettervező                |
| 2022         | Miskolci Nemzeti Színház               | Nyikolaj Vasziljevics Gogol                       | A revizor                         | Béres Attila        | Díszlettervező                |
| 2022         | Budapesti Operettszínház               | Frank Wildhorn - Steve Cuden - Frank Wildhorn     | Jekyll és Hyde                    | Vincze Balázs       | Díszlettervező                |
| 2021         | Katona József Színház                  | Line Knutzon                                      | Mesteremberek                     | Máté Gábor          | Díszlettervező                |
| 2021         | Orlai Produkciós Iroda                 | Bess Wohl                                         | Válaszfalak                       | Szabó Máté          | Díszlettervező                |
| 2021         | Győri Nemzeti Színház                  | Yasmina Reza                                      | Az öldöklés istene                | Bakos-Kiss Gábor    | Díszlettervező                |
| 2021         | Miskolci Nemzeti Színház               | Mel Brooks - Thomas Meehan                        | Producerek                        | Béres Attila        | Díszlettervező                |
| 2021         | Vígszínház                             | Joe Masteroff - John Kander - Fred Ebb            | Kabaré                            | Béres Attila        | Díszlettervező                |
| 2021         | Nemzeti Színház                        | William Shakespeare                               | Rómeó és Júlia                    | Vidnyánszky Attila  | Díszlettervező                |
| 2021         | Szkéné Színház                         | Háy János                                         | Elem                              | Bérczes László      | Díszlettervező                |
| 2021         | Miskolci Nemzeti Színház               |                                                   | Déja Vu                           | Szabó Máté          | Díszlettervező                |
| 2020         | Miskolci Nemzeti Színház               | Lee Hall                                          | Szerelmes Shakespeare             | Szabó Máté          | Díszlettervező                |
| 2020         | Csokonai Színház                       | Friedrich Dürrenmatt                              | Az öreg hölgy látogatása          | Keszég László       | Díszlettervező                |
| 2020         | Budapesti Operettszínház               | Kálmán Imre - Julius Brammer - Alfred Grünwald    | Marica grófnő                     | Bozsik Yvette       | -                             |
| 2020         | Miskolci Nemzeti Színház               | Fjodor Mihajlovics Dosztojevszkij                 | Ördögök                           | Béres Attila        | Díszlettervező                |
| 2020         | Szegedi Nemzeti Színház                | Wolfgang Amadeus Mozart                           | Szöktetés a szerájból             | Juronics Tamás      | Díszlettervező                |
| 2020         | Miskolci Nemzeti Színház               | Ábrahám Pál                                       | Bál a Savoyban                    | Szőcs Artur         | Díszlettervező                |
| 2020         | Jászai Mari Színház                    | Christopher Hampton                               | Veszedelmes viszonyok             | Guelmino Sándor     | Díszlettervező                |
| 2020         | Vádli Társulás                         | Matei Vişniec                                     | III. Richárd betiltva             | Szikszai Rémusz     | Díszlettervező                |
| 2020         | Kecskeméti Ruszt József Stúdió Színház | Elżbieta Chowaniec                                | Gardénia                          | Markó Róbert        | Díszlettervező                |
| 2020         | Szatmári színház                       | Arthur Miller                                     | Az ügynök halála                  | Bérczes László m.v. | Díszlettervező                |
| 2020         | Orlai Produkciós Iroda                 | Christopher Hampton                               | Egy német sors                    | Máté Gábor          | Díszlettervező                |
| 2019         | Budapesti Operettszínház               | Kacsóh Pongrác                                    | János vitéz                       | Bozsik Yvette       | Díszlettervező                |
| 2019         | Csokonai Színház, Debrecen             | Wolfgang Amadeus Mozart                           | Szöktetés a szerájból             | Juronics Tamás      | Díszlettervező                |
|              | Orlai Produkció Iroda                  | Dennis Kelly                                      | Huszonhárom perc                  | Keszég László       | Látványtervező                |
| 2019         | Katona József Színház, Kecskemét       | Bob Fosse - Fred Ebb - John Harold Kander         | Chicago                           | Béres Attila        | Díszlettervező                |
| 2019         | Opera – Eiffel Műhelyház               | G. Puccini                                        | Edgar                             | Tulassay Ádám       | Díszlettervező                |
| 2019         | Csokonai Színház, Debrecen             | Andrzej Saramonowicz                              | Tesztoszteron                     | Szikszai Rémusz     | Díszlettervező                |
| 2019         | Miskolci Nemzeti Színház               | Edmond Rostand                                    | Cyrano                            | Keszég László       | Díszlettervező                |
| 2019         | Katona József Színház                  | Tasnádi István - Fejes Endre                      | Rozsdatemető 2.0                  | Máté Gábor          | Díszlettervező                |
| 2019         | Budaörsi Latinovits Színház            | Hanif Kureishi                                    | Vénusz                            | Deák Krisztina      | Díszlettervező                |
| 2019         | Weöres Sándor Színház                  | Anton Pavlovics Csehov                            | Három lány                        | Réthly Attila       | Díszlettervező                |
| 2018         | Miskolci Nemzeti Színház, kamara       | Bertolt Brecht                                    | Jóembert keresünk!                | Béres Attila        | Díszlettervező                |
| 2018         | Budapest Bábszínház                    | William Shakespeare                               | A vihar                           | Szikszai Rémusz     | Díszlettervező                |
| 2018         | Miskolci Nemzeti Színház               | Kálmán Imre - Julius Brammer - Alfred Grünwald    | A cirkuszhercegnő                 | Szabó Máté          | Díszlettervező                |
| 2018         | Kőszegi Várszínház                     | Vinnai András                                     | Vojáger                           | Keszég László       | Díszlettervező                |
| 2018         | Miskolci Nemzeti Színház, kamara       | Szomory Dezső                                     | Györgyike, drága gyermek          | Keszég László       | Díszlettervező                |
| 2018         | Gobbi Hilda Színpad                    | Brian Friel                                       | Pogánytánc                        | Bozsik Yvette       | Díszlettervező                |
| 2018         | Szegedi Kisszínház                     | Papp András - Térey János                         | Kazamaták                         | Máté Gábor          | Díszlettervező                |
| 2017         | Csiky Gergely Színház, Kaposvár        | John Harold Kander - Joe Masteroff - Fred Ebb     | Cabaret                           | Bozsik Yvette       | Díszlettervező                |
| 2017         | Nézőművészeti Kft.                     | Georg Büchner                                     | Leonce és Léna                    | Rába Roland         | Díszlettervező                |
| 2017         | Erkel Színház                          | G. A. Rossini                                     | Olasz nő Algírban                 | Szabó Máté          | Díszlettervező                |
| 2017         | Katona József Színház, Kamra           | Lucy Kirkwood                                     | Munkavégzés során nem biztonságos | Máté Gábor          | Díszlettervező                |
| 2017         | Katona József Színház, Kecskemét       | Kálmán Imre - Leo Stein                           | Csárdáskirálynő                   | Béres Attila        | Díszlettervező                |
| 2017         | Miskolci Nemzeti Színház               | Alfred Grünwald - Julius Brammer - Kálmán Imre    | Marica grófnő                     | Szabó Máté          | Díszlettervező                |
| 2017         | Csiky Gergely Színház, Kaposvár        | Kolada Nyikolaj                                   | A Chanel-lány                     | Bérczes László      | Díszlettervező                |
| 2017         | Katona József Színház, Kamra           | Frances Ya-Chu Cowhig                             | A tökéletes boldogság világa      | Máté Gábor          | Díszlettervező                |
| 2017         | Márkus Emília Terem                    | Moritz Rinke                                      | Vineta köztársaság                | Réthly Attila       | Díszlettervező                |
| 2017         | Nemzeti Színház                        | Michel de Ghelderode                              | Az Úr komédiásai                  | Bozsik Yvette       | Díszlettervező                |
| 2016         | Csiky Gergely Színház, Kaposvár        | Bródy János - Szörényi Levente                    | Kőműves Kelemen                   | Bozsik Yvette       | Díszlettervező                |
| 2016         | Szkéné                                 | Háy János                                         | A halottember                     | Bérczes László      | Díszlettervező                |
| 2016         | Budapest Bábszínház                    | Szálinger Balázs                                  | A csillagszemű juhász             | Markó Róbert e.h.   | Díszlettervező                |
| 2016         | Katona József Színház, Kecskemét       | Pierre Augustin Caron de Beaumarchais             | Figaro házassága                  | Keszég László       | Díszlettervező                |
| 2016         | Nagyváradi színház                     | Choderlos De Laclos                               | Veszedelmes viszonyok             | Hargitai Iván       | Díszlettervező                |
| 2016         | Stúdió K.                              | Sławomir Mrožek                                   | Emigránsok                        | Mucsi Zoltán        | Díszlettervező                |
| 2016         | Miskolci Nemzeti Színház               | Molnár Ferenc                                     | Liliom                            | Szabó Máté          | Díszlettervező                |
| 2016         | Kozák András Stúdiószínpad             | Pintér Béla                                       | Szutyok                           | Hargitai Iván       | Díszlettervező                |
| 2016         | Thália Színház                         | Georges Feydeau                                   | Rövid a póráz                     | Kelemen József      | Díszlettervező                |
| 2015         | Operettszínház                         | Jacobi Viktor                                     | Sybill                            | Szabó Máté          | Díszlettervező                |
| 2015         | Csiky Gergely Színház, Kaposvár        | Tim Rice - A.Lloyd Webber - Miklós Tibor          | Jézus Krisztus Szupersztár        | Bozsik Yvette       | Díszlettervező                |
| 2015         | Thália Színház                         | Simon Beaufoy                                     | Alul semmi                        | Réthly Attila       | Díszlettervező                |
| 2015         | Katona József Színház                  | Borbély Szilárd                                   | Olaszliszka                       | Máté Gábor          | Díszlettervező                |
| 2015         | Studiószinpad Kaposvár                 | Conor McPherson                                   | A gát                             | Bérczes László      | Díszlettervező                |
| 2015         | Erkel Színház                          | Richard Wagner                                    | A szerelmi tilalom                | Szabó Máté          | Díszlettervező                |
| 2015         | Csiky Gergely Színház, Kaposvár        | Neil Simon                                        | Mezítláb a parkban                | Kelemen József      | Díszlettervező                |
| 2015         | Nemzeti Színház                        | Szarka Tamás                                      | Éden földön                       | Bozsik Yvette       | Díszlettervező                |
| 2015         | Thália Színház                         | Larry Gelbart - Burt Shevelove - Stephen Sondheim | Félúton a Fórum felé              | Réthly Attila       | Díszlettervező                |
| 2015         | Nézőművészeti Kft.                     |                                                   | Don Quijote                       | Rába Roland         | Díszlettervező                |
| 2015         | Katona József Színház, Kecskemét       | Johann Nepomuk Nestroy                            | A talizmán                        | Keszég László       | Díszlettervező                |
| 2015         | Operaház                               | Johann Sebastian Bach                             | János-passió                      | Eperjes Károly      | Díszlettervező                |
| 2015         | Petőfi Színház                         | Örkény István                                     | Kulcskeresők                      | Kéri Kitty          | Díszlettervező                |
| 2015         | Csiky Gergely Színház, Kaposvár        | Tracy Letts                                       | Augusztus Oklahomában             | Guelmino Sándor     | Díszlettervező                |
| 2015         | Csiky Gergely Színház, Kaposvár        | Bohumil Hrabal                                    | Szigorúan ellenőrzött vonatok     | Bérczes László      | Díszlettervező                |
| 2015         | Varsói Drámai Színház                  | Spiró György                                      | Az imposztor                      | Máté Gábor          | Díszlettervező                |
| 2014         | Thália Színház                         | Petr Zelenka                                      | Hétköznapi őrületek történetei    | Béres Attila        | Díszlettervező                |
| 2014         | Miskolci Nemzeti Színház               | László Miklós                                     | Illatszertár                      | Szabó Máté          | Díszlettervező                |
| 2014         | Marosvásárhelyi szinház                | Molnár Ferenc                                     | A Pál utcai fiúk                  | Vidovszky György    | Díszlettervező                |
| 2014         | Katona József Színház                  | Joël Pommerat                                     | A két Korea újraegyesítése        | Máté Gábor          | Díszlettervező                |
| 2014         | Thália Színház                         | Ken Ludwig                                        | A hőstenor                        | Réthly Attila       | Díszlettervező                |
| 2014         | Szegedi szabadtéri                     | Kodály Zoltán                                     | Háry János                        | Béres Attila        | Díszlettervező                |
| 2014         | Krúdy Kamaraszínház                    | Max Frisch                                        | Biedermann és a gyújtogatók       | Keszég László       | Díszlettervező                |
| 2014         | Sinkovits Imre Színpad                 | Jon Fosse                                         | Tél                               | Bérczes László      | Díszlettervező, Jelmeztervező |
| 2014         | Vörösmarty Színház, Székesfehérvár     | Mihail Bulgakov                                   | A Mester és Margarita             | Hargitai Iván       | Díszlettervező                |
| 2014         | Jászai Mari Színház                    | Tennessee Williams                                | A vágy villamosa                  | Guelmino Sándor     | Díszlettervező                |
| 2014         | Csiky Gergely Színház, Kaposvár        | Rose Reginald                                     | Tizenkét dühös ember              | Kelemen József      | Díszlettervező                |
| 2014         | Studiószinpad Kaposvár                 | Székely Csaba                                     | Bányavakság                       | Bérczes László      | Díszlettervező, Jelmeztervező |
| 2014         | Petőfi Színház                         | Choderlos De Laclos                               | Veszedelmes viszonyok             | Guelmino Sándor     | Díszlettervező                |
| 2014         | Miskolci Nemzeti Színház, kamara       | Anton Pavlovics Csehov                            | Sirály                            | Kiss Csaba          | Díszlettervező                |
| 2013         | Katona József Színház, Kamra           | Churchill Caryl                                   | Az Iglic                          | Tengely Gábor       | Díszlettervező, Jelmeztervező |
| 2013         | Szabadkai Népszínház                   | Brestyánszki B. R.                                | Vörös                             | Máté Gábor          | Díszlettervező                |
| 2013         | Jászai Mari Színház Kamaraszínpad      | Yasmina Reza                                      | Az öldöklés istene                | Guelmino Sándor     | Díszlettervező                |
| 2013         | Csiky Gergely Színház, Kaposvár        | Zágon István - Nóti Károly - Eisemann Mihály      | Hippolyt, a lakáj                 | Guelmino Sándor     | Díszlettervező                |
| 2013         | Szkéné                                 | Székely Csaba                                     | Bányavíz                          | Csizmadia Tibor     | Látvány                       |
| 2013         | Móricz Zsigmond Színház                | Lev Tolsztoj - Kiss Csaba                         | Anna Karenina                     | Hargitai Iván       | Díszlettervező                |
| 2013         | Vaskakas Bábszínház                    | Tengely Gábor - Markó Róbert                      | Vas Laci!                         | Tengely Gábor       | Díszlettervező                |
| 2013         | Jászai Mari Színház                    | Robert Harling                                    | Acélmagnóliák                     | Bálint András       | Díszlettervező                |
| 2013         | Csiky Gergely Színház, Kaposvár        | Deres Péter - Fábri Zoltán - Móra Ferenc          | Hannibál tanár úr                 | Vidovszky György    | Díszlettervező                |
| 2013         | Petőfi Színház                         | Heltai Jenő                                       | Tündérlaki lányok                 | Guelmino Sándor     | Díszlettervező                |
| 2013         | Katona József Színház, Kamra           | Kerékgyártó István                                | Rükverc                           | Máté Gábor          | Díszlettervező                |
| 2013         | Jászai Mari Színház                    | Kosztolányi Dezső                                 | Édes Anna                         | Hargitai Iván       | Díszlettervező                |
| 2012         | Studiószinpad Kaposvár                 | Martin McDonagh - Varró Dániel                    | Vaknyugat                         | Bérczes László      | Díszlettervező, Jelmeztervező |
| 2012         | Csiky Gergely Színház, Kaposvár        | Gádor Béla - Tasnádi István                       | Othello Gyulaházán                | Göttinger Pál       | Díszlettervező                |
| 2012         | Miskolci Nemzeti Színház, kamara       | Tennessee Williams                                | A vágy villamosa                  | Kiss Csaba          | Díszlettervező                |
| 2012         | Füge Produkció                         | Székely Csaba                                     | Bányavakság                       | Csizmadia Tibor     | Látvány                       |
| 2012         | Kozák András Stúdiószínpad             | Patrick Marber                                    | Közelebb!                         | Guelmino Sándor     | Díszlettervező                |
| 2012         | Orlai Produkciós Iroda                 | Závada Pál                                        | Jadviga párnája                   | Hargitai Iván       | Díszlettervező                |
| 2012         | Jászai Mari Színház Kamaraszínpad      | Molnár Ferenc                                     | A testőr                          | Guelmino Sándor     | Díszlettervező                |
| 2012         | Miskolci Nemzeti Színház, kamara       | Szilágyi László - Eisemann Mihály                 | Én és a kisöcsém                  | Szabó Máté          | Díszlettervező                |
| 2012         | Fesztivál Színház                      |                                                   | Musik, Musikk, Musique            | Pelsőczy Réka       | Díszlettervező                |
| 2012         | Pinceszínház                           | Székely Csaba                                     | Bányavirág                        | Csizmadia Tibor     | DíszlettervezőJelmeztervező   |
| 2012         | Csiky Gergely Színház, Kaposvár        | Molnár Ferenc                                     | A Pál utcai fiúk                  | Vidovszky György    | Díszlettervező                |
| 2012         | Komáromi Jókai Színház                 | Móricz Zsigmond                                   | Sári bíró                         | Görög László m.v.   | Díszlettervező                |
| 2012         | Móricz Zsigmond Színház                | Carlo Goldoni                                     | A hazug                           | Keszég László       | Díszlettervező                |
| 2011         | Jászai Mari Színház Kamaraszínpad      | Henrik Ibsen                                      | Nóra                              | Guelmino Sándor     | Díszlettervező                |
| 2011         | Krúdy Kamaraszínház                    | Szophoklész                                       | Antigoné                          | Hargitai Iván       | Díszlettervező                |
| 2011         | Thália Színház                         | Peter Shaffer                                     | Equus                             | Dicső Dániel        | Díszlettervező                |
| 2011         | Katona József Színház, Kamra           | Tadeusz Slobodzianek                              | A mi osztályunk                   | Máté Gábor          | Díszlettervező                |
| 2011         | KoMa Társulat                          | Garaczi László                                    | A tizedik gén                     | Keszég László       | Díszlettervező                |
| 2011         | Móricz Zsigmond Színház                | Márai Sándor                                      | Kaland                            | Hargitai Iván       | Látvány                       |
| 2011         | Gárdonyi Géza Színház, Eger            | Molnár Ferenc                                     | Olympia                           | Csizmadia Tibor     | Díszlettervező                |
| 2011         | Manna                                  |                                                   | Szeret...lek                      | Pelsőczy Réka       | Díszlettervező                |
| 2011         | Szegedi Nemzeti Színház                | William Shakespeare                               | A makrancos hölgy                 | Kolos István        | Díszlettervező                |
| 2011         | Komáromi Jókai Színház                 | Vaszary Gábor                                     | Az ördög nem alszik               | Görög László m.v.   | Díszlettervező                |
| 2011         | Magyar Színház                         | Tennessee Williams                                | Macska a forró tetőn              | Guelmino Sándor     | Díszlettervező                |
| 2011         | Csiky Gergely Színház, Kaposvár        | Scheer Katalin                                    | Nefelé                            | Kelemen József      | Díszlettervező                |
| 2011         | Móricz Zsigmond Színház                | Szakonyi Károly                                   | Adáshiba                          | Keszég László       | Díszlettervező                |
| 2010         | Gárdonyi Géza Színház, Eger            | Csiky Gergely                                     | Prolik (Ingyenélők)               | Máté Gábor          | Díszlettervező                |
| 2010         | Katona József Színház                  | Grecsó Krisztián - Tersánszky Józsi Jenő          | Cigányok                          | Máté Gábor          | Díszlettervező                |
| 2010         | Petőfi Színház                         | Mikszáth Kálmán                                   | A Noszty fiú esete Tóth Marival   | Keszég László       | Díszlettervező                |
| 2010         | Magyar Színház                         | Dorothy Fields - Cy Coleman - Neil Simon          | Sweet Charity                     | Pelsőczy Réka       | Díszlettervező                |
| 2010         | Eger Stúdiószínpad                     |                                                   | Hírlap Színház                    | Máté Gábor          | Látványtervező                |
| 2010         | Katona József Színház                  | Weöres Sándor                                     | A kétfejű fenevad                 | Máté Gábor          | Díszlettervező                |
| 2010         | Radnóti Színház                        | Szabó Magda                                       | Bárány Boldizsár                  | Őri Rózsa           | Díszlettervező, Jelmeztervező |
| 2010         | Gárdonyi Géza Színház, Eger            | Erich Kästner                                     | Május 35                          | Csizmadia Tibor     | Díszlettervező                |
| 2009         | Gárdonyi Géza Színház, Eger            | Alexandre Dumas                                   | A kaméliás hölgy                  | Barta Dóra          | Díszlettervező                |
| 2009         | Gárdonyi Géza Színház, Eger            |                                                   | Csörgess meg!                     | Máté Gábor          | Díszlettervező                |
| 2009         | Katona József Színház                  | Bernard Shaw                                      | A hős és a csokoládékatona        | Máté Gábor          | Díszlettervező                |
| 2009         | Gárdonyi Géza Színház, Eger            | Bob Fosse - Fred Ebb - John Harold Kander         | Chicago                           | Csizmadia Tibor     | Díszlettervező                |
| 2008         | Kozák András Stúdiószínpad             | Martin McDonagh                                   | Piszkavas (Leenane szépe)         | Kolos István        | Díszlettervező                |
| 2008         | Gárdonyi Géza Színház, Eger            | Arnold Wesker                                     | A konyha                          | Máté Gábor          | Díszlettervező                |
| 2008         | Vörösmarty Színház, Székesfehérvár     | Ivan Szergejevics Turgenyev                       | Egy hónap falun                   | Kolos István        | Díszlettervező                |
| 2007         | Csiky Gergely Színház, Kaposvár        | Georges Feydeau                                   | A hülyéje                         | Keszég László       | Díszlettervező                |
| 2007         | Örkény Színház                         | Parti Nagy Lajos                                  | Ibusár                            | Pelsőczy Réka       | Díszlettervező                |
| 2006         | Katona József Színház, Kamra           | Thomas Bernhard                                   | Pisztrángötös                     | Máté Gábor          | Díszlettervező                |

## Díjai és kitüntetései
- Junior Art díj (2007)
- Junior Príma díj (2011)
- Az Év Díszlettervezője (2012 - szakmai díj)